# Ouézy
Ouézy is een gemeente in het Franse departement Calvados (regio Normandië). De plaats maakt deel uit van het arrondissement Caen.

## Geschiedenis
Ouézy maakte samen met Cesny-aux-Vignes van 1972 tot 2006 deel uit van de fusiegemeente Cesny-aux-Vignes-Ouézy.

## Demografie
Onderstaande figuur toont het verloop van het inwonertal (bron: INSEE-tellingen).
Vanwege een beveiligingsprobleem met de MediaWiki Graph-software is het momenteel niet mogelijk deze grafiek weer te geven. Zodra de software is bijgewerkt zal de grafiek vanzelf weer zichtbaar worden.
1. ↑  Populations de référence 2022.